# Kurt Welser
Kurt Welser (* 25. Juni 1929 in Innsbruck; † 15. August 1965 in der Schweiz) war ein österreichisches Mitglied des Befreiungsausschusses Südtirol. Nach Einschätzung von Gefolgsleuten galt er als „die aktivste und herausragendste Figur“ des österreichischen BAS-Flügels.

## Leben
Der Innsbrucker Kaufmann Kurt Welser war Kopf der Vorbereitungen auf die Feuernacht in Nordtirol, wie Heinrich Klier und andere junge Aktivisten. Der leidenschaftliche Bergsteiger führte die Sprengstoff- und Waffentransporte nach Südtirol durch.
Am 30. Jänner 1961 sprengte Welser mit Heinrich Klier das Reiterstandbild von Benito Mussolini vor dem Elektrizitätswerk bei Waidbruck.
Kurt Welser organisierte zusammen mit Herlinde Molling den Sprengstoff für die Anschläge der Feuernacht vom 11. auf den 12. Juni 1961, in der vierzig Hochspannungsmasten in Südtirol gesprengt wurden, um die Stromversorgung der oberitalienischen Industrie zu kappen. Auf Weisung des österreichischen Justizministers kam es im Dezember 1961 zum ersten Schwurgerichtsprozess gegen Kurt Welser, der zu dessen Verurteilung führte.
1963 wurde er erneut wegen der Sprengung des Löwendenkmals an der Traunsee-Uferstraße in Ebensee (Salzkammergut) verhaftet; er konnte aber seine Unschuld beweisen.
Kurt Welser verunglückte im Herbst 1965 bei einer Bergtour am Zinalrothorn in der Schweiz tödlich, während der Schwurgerichtsprozess in Graz wieder aufgerollt wurde.